# Walking in the Air (musikalbum)
Walking in the Air är ett demoalbum av Hayley Westenra. Skivan gjordes ursprungligen för vänner och släktingar, och hade då titeln Hayley Dee Westenra. Efter att Hayleys mamma gett en nyfiken turist ett exemplar när han hörde Hayley spela på gatorna, trycktes en ny version upp i cirka 1000 exemplar, nu med namnet Walking in the Air.

## Låtlista
1. "Con te Partiro"
2. "La Luna Che Non C'e"
3. "Il Mare Calmo della Sera"
4. "Another Suitcase in Another Hall"
5. "Unexpected Song"
6. "Memory"
7. "Wishing You Were Somehow Here Again"
8. "The Mists of Islay"
9. "Walking in the Air"
10. "Pie Jesu"
11. "How Deep Is Your Love?"
12. "Groovy Kind of Love"
13. "Eternal Flame"